# Olga (pel·lícula de 2021)
Olga és una pel·lícula dramàtica suïssa dirigida per Elie Grappe. Va ser seleccionada com la candidata suïssa a participar en la categoria de millor pel·lícula de parla no anglesa en la 94a edició dels Premis Oscar. S'ha doblat i subtitulat al català.

## Sinopsi
L'any 2013, Olga, una gimnasta ucraïnesa de 15 anys talentosa i apassionada, s'exilia a Suïssa, país d'on és el seu pare, després que la seva mare hagi estat amenaçada per les seves activitats com a periodista política. L'adolescent intenta fer-se el seu lloc en el centre nacional d'esport. Però la revolta del Euromaidan esclata a Kíev. Mentre la jove s'ha d'adaptar al seu nou país i entrenar-se pel Campionat Europeu de Gimnasta, la revolta ucraïnesa penetra en la seva vida i la fa trontollar.

## Repartiment
- Anastasia Budiashkina com a Olga
- Sabrina Rubtsova

## Premis i reconeixements
D'entre els premis i nominacions que ha rebut la pel·lícula, destaquen:
- Festival de Cinema de Solothurn 2017: Premi Upcoming Lab d'ajuda al desenvolupament.
- Festival Premiers Plans d'Angers 2020: Premi Fundació Visio escenari de llargmetratges.
- 74è Festival Internacional de Cinema de Canes: selecció Setmana de la crítica, Premi SACD.
- Festival International de Cinema de Brussel·les 2021: Premi del públic (competició internacional), Premi TV - BeTV.
- Filmfest Hamburg 2021: Sichtwechsel Filmpreis.
- Festival Alice a la Ciutat de Roma 2021: menció especial.
- Oscar a la millor pel·lícula de parla no anglesa 2022: seleccionat per representar Suïssa.
- Anastasia Budiashkina va ser reconeguda amb el Premi Aisge a la millor actriu en el Festival Internacional de Cinema de Gijón 2021 FICX59[6]